# Eksteritorialna območja Svetega sedeža v Italiji
Eksteritorialna območja Svetega sedeža v Italiji (It: Zone extraterritoriali della Santa Sede in Italia) so tista območja, ki se nahajajo izven Vatikana, na ozemlju Italije, vendar imajo poseben mednarodnopravni status in so pod neposredno jurisdikcijo Svetega sedeža.

## Zgodovina
S podpisom in ratifikacijo Lateranskih sporazumov je Kraljevina Italija (kot njena naslednica tudi Republika Italija) Svetemu sedežu priznala lastništvo nekaterih bazilik in drugih zgradb, ki se nahajajo v Rimu, vendar izven ozemlja Vatikana, pa tudi v drugih delih Italije. 

Ta ozemlja in objekti imajo poseben status eksteritorialnega območja Svetega sedeža v Italiji, na podlagi mednarodnega prava, ki je primerljiv s statusom veleposlaništev drugih držav v Italiji. So pod neposredno jurisdikcijo Svetega sedeža, kar pomeni, da italijanske oblasti nimajo pristojnosti nad njimi.
Glede na lokacijo mednje uvrščamo:

## V Rimu, izven Vatikana
|     | slika                     | ime in opis |
| --- | ------------------------- | --- |
| 1.  | Klikni za spremembo slike | Bazilika sv. Janeza v Lateranu (Basilica di San Giovanni in Laterano)                                                           |
| 2.  | Klikni za spremembo slike | Bazilika Marije Snežne (Basilica di Santa Maria Maggiore)                                                                       |
| 3.  | Klikni za spremembo slike | Bazilika sv. Pavla izven obzidja (Basilica di San Paolo fuori le Mura), vključno s samostanom                                   |
| 4.  | Klikni za spremembo slike | Lateranska palača, Lateransko seminišče (Pontificio Seminario Romano Maggiore) in sosednje zgradbe, tudi Svete stopnice         |
| 5.  | Klikni za spremembo slike | Palača sv. Kalista (San Callisto), v kateri so pisarne več dikastrijev                                                          |
| 6.  | Klikni za spremembo slike | Papeški severnoameriški kolegij (Pontificio collegio americano del Nord) v Gianicolu                                            |
| 7.  | Klikni za spremembo slike | Palača della Cancelleria (Palazzo della Cancelleria), med Corso Vittorio Emanuele in Campo dei Fiori                            |
| 8.  | Klikni za spremembo slike | Palača nekdanje Kongregacije za evangelizacijo narodov (Palazzo di Propaganda Fide) na Španskem trgu;                           |
| 9.  | Klikni za spremembo slike | Palača nekdanje Kongregacije za nauk vere (Palazzo del Santo Uffizio) na Piazza del Sant'Uffizio, v bližini Bazilike sv. Petra; |
| 10. | Klikni za spremembo slike | Palača Kongregacije za Vzhodne cerkve (Palazzo dei Convertendi), v Via della Conciliazione                                      |
| 11. | Klikni za spremembo slike | Palača Vikariata (Palazzo Maffei Marescotti), v Via della Pigna, na koncu Corso Vittorio Emanuele, v bližini Piazza del Gesù    |
| 12. | Klikni za spremembo slike | Palača detto dei Propilei |
| 13. | Klikni za spremembo slike | Palača San Pio X |
| 14. | Klikni za spremembo slike | Papeško malo seminišče v Rimu (Pontificio Seminario Romano Minore)                                                              |
| 15. | Klikni za spremembo slike | Papeška univerza Urbaniana |
| 16. | Klikni za spremembo slike | Verski kompleks sv. Onufrija v Gianicolu, s cerkvijo in samostanom                                                              |

## Okolica Rima
|    | slika                     | ime in opis                                                             |
| -- | ------------------------- | ----------------------------------------------------------------------- |
| 1. | Klikni za spremembo slike | Papeška palača v Castel Gandorfu, Vila Barberini in Vila Cybo, z vrtovi |
| 2. | Klikni za spremembo slike | Santa Maria di Galeria - območje vatikanskih radijskih oddajnikov       |

## Dodeljeno Svetemu sedežu, vendar brez eksteritorialnega statusa
|    | slika                     | ime in opis                                |
| -- | ------------------------- | ------------------------------------------ |
| 1. | Klikni za spremembo slike | Loretska bazilika (Basilica di Santa Casa) |
| 2. | Klikni za spremembo slike | Bazilika Frančiška Asiškega v Assisiju     |
| 2. | Klikni za spremembo slike | Bazilika Antona Padovanskega v Padovi      |